# 여성공감
《여성공감》은 한국방송공사의 KBS 1TV에서 방송되었던 여성 토크쇼 프로그램이었다. 종영 이후 일부 내용은 아침마당으로 통합되었다. 